# Georg Ludwig Carl Heinrich Baud
Jonkheer Georg Ludwig Carl Heinrich Baud (Amersfoort, 28 maart 1858 - Den Haag, 4 april 1921) was een Nederlandse burgemeester van Aalten en lid Provinciale Staten van Gelderland.

## Geschiedenis
Op 4 februari 1888 werd bekend gemaakt dat Baud was benoemd als burgemeester van Aalten per Koninklijk Besluit van 2 februari. Op eigen verzoek werd tijdens zijn installatie als burgemeester van Aalten (behalve het uitsteken van vlaggen) geen openlijk huldebetoon gebracht. In 1892 stelde hij zich kandidaat voor de Provinciale Staten namens de Liberale Kiesvereniging. Hij werd gekozen. Op 1 december 1895 vroeg hij eervol ontslag als burgemeester aan. In 1898 trad hij af als lid van de Provinciale Staten om te voorkomen dat er een scheuring zou ontstaan binnen zijn partij.